# Улица Павлюхина (Казань)
Улица Павлюхина (тат. Павлюхин урамы) — улица в Вахитовском и Приволжском районах Казани, в историческом районе Суконная слобода. Названа в честь рабочего Александра Павлюхина, рабочего одного из предприятий Суконной слободы, погибшего во время обороны Казани красными в 1918 году.

## География
Начинаясь от улицы Нурсултана Назарбаева, пересекает улицы Шаляпина, Ипподромная, Газовая, Халева, Роторная, проходит под мостом Южного внутригородского железнодорожного хода и после пересечения с Даурской улицей переходит в Оренбургский тракт. Ранее пересекалась с Мензелинской и Суконной улицами.

## История
Улица возникла под названием Соколовая улица (вариант: улица Соколова) не позднее первой половины XIX века на западной окраине Суконной слободы и административно относилась к 4-й части города. Из предприятий к началу XX века на улице находились крупяной завод Анисимова, крупообдирный завод, обмундировальная мастерская Шабанова, мастерская валяной обуви и ассенизационные заведения. В то время улица начиналась от озера Кабан и заканчивалась в районе газового завода; в районе современной улицы Шаляпина от неё ответвлялся Оренбургский тракт. Переименована протоколом комиссии Казгорсовета № 10 от 16 мая 1929 года.
На 1939 год на улице имелось около 100 домовладений: №№ 1–21/1, 27/34–91 по нечётной стороне и №№ 2–96/35, 102–108/27 по чётной. В 1950-е и 1960-е годы улица застраивалась далее до Южного внутригородского железнодорожного хода.
В конце 1990-х — начале 2000-х годов почти вся застройка на отрезке улицы от её начала до пересечения с улицей Эсперанто была снесена в рамках программы ликвидации ветхого жилья, сама улица на этом участке была спрямлена, а в 2004 году этот участок улицы был объединён с Правокабанной улицей в улицу Марселя Салимжанова. В 2011 году вблизи пересечения с улицами Халева и Роторная был сооружён надземный пешеходный переход.
В первые годы советской власти административно относилась к 6-й части города; после введения в городе административных районов относилась к Бауманскому (до 1935), Молотовскому (1935–1942), Свердловскому (1942–1956), Бауманскому и Приволжскому (1956–1973), Вахитовскому и Приволжскому (с 1973) районам.

## Примечательные объекты
- № 73 — дворец культуры имени Кирова (арх. Павел Саначин и Георгий Солдатов[тат.], 1955)[24].
- № 75 — административное здание (арх. Владимир Дроздов, 1957)[24]. В нем размещается министерство экологии и природных ресурсов Республики Татарстан.
- № 85/24 — жилой дом завода «Теплоконтроль» (арх. Павел Саначин и Георгий Солдатов[тат.], 1955)[24][25].
- № 87 — жилой дом завода «Теплоконтроль».[26]
- № 93 — трамвайное депо № 2 (закрыто).
- № 95 — бывшее общежитие Казанского трамвайно-троллейбусного управления, затем Казанского сельскохозяйственного института[27][28].
- № 98/35 — жилой посёлок завода СК-4; главный пятиэтажный корпус и снесённые в 2019 году шесть четырёхэтажных корпусов (арх. Александр Крестин и Дмитрий Тихонов)[29].
- № 99 — жилой дом валяльно-войлочного комбината.[30][31]
- №№ 100, 104а, 104б, 106, 106б, 108, 108а — жилые дома завода резино-технических изделий[32][33][34][35][36][37].
  - № 106 — в этом доме располагался жилищно-коммунальный отдел завода резино-технических изделий.[38]
- № 102 — жилой дом завода «Кожсуррогат» (арх. Иван Нейман, 1936)[24].
- № 110а — бывшее общежитие фабрики «Спартак».[39][40]
- № 114 — жилой дом фабрики «Спартак».[41]

## Транспорт
На улице есть две остановки городского общественного транспорта — «Филармония», «Ипподромная» и «Халева», на которых останавливаются как автобусы, так и троллейбусы. Угол улиц Павлюхина и Шаляпина был известен как отправной пункт для пригородных автобусов, шедших в южном направлении (Боровое Матюшино, Орёл, Тетеево). Ближайшие станции метро — «Суконная слобода» и «Аметьево».

## Известные жители
- На улице проживал Герой Социалистического Труда Вениамин Григорьев (дома №№ 87 и 104а).[43][44]

### Комментарии
1. ↑  название на татарском языке — Сакалуф урамы[3]